# San Crisanto (Sinanché)
San Crisanto es una población del municipio de Sinanché Tamanché en Yucatán, México.

## Localización
San Crisanto se localiza a 51 kilómetros al este de Progreso, Yucatán.
San Crisanto ofrece un inolvidable recorrido por los manglares debido a que nuestros visitantes están en contacto constante con la naturaleza, un viaje en alijo (góndola) por los canales de los manglares, los cuales tienen una profundidad de 25 centímetros, metro y medio de ancho y 1,200 metros de largo lo que permite ver el fondo del agua cristalina, durante el recorrido podrás observar aves, insectos, plantas, peces, mamíferos y reptiles, incluyendo cocodrilos.

## Infraestructura
Entre la infraestructura con la que cuenta:
- Kínder.
- Escuela primaria
- Escuela secundaria
- Parque
- Comisaría
- Telebachillerato Comunitario

## Atractivos turísticos
- Ecoturismo
- El cenote "Dzonot-Tzik" (cenote bravo).
- Hermosas playas con arenas blancas
- Charcas Rosadas
- Plantaciones de palmeras de coco
- Paseos por los manglares
- Festival del coco
- Festival del mangle
- Mural de San Crisanto
- Playa Buena Onda
- Cabañas del Ejido

## Demografía
Según el censo de 2005 realizado por el INEGI, la población de la localidad era de 531 habitantes, de los cuales 285 eran hombres y 246 eran mujeres.
| 4                           | 0 | 30 | 17 | 48 | 83 | 129 | 211 | 255 | 438 | 475 | 561 | 531 | 551 |
| (Fuente: INEGI [Consultar]) |   |    |    |    |    |     |     |     |     |     |     |     |     |

## Galería

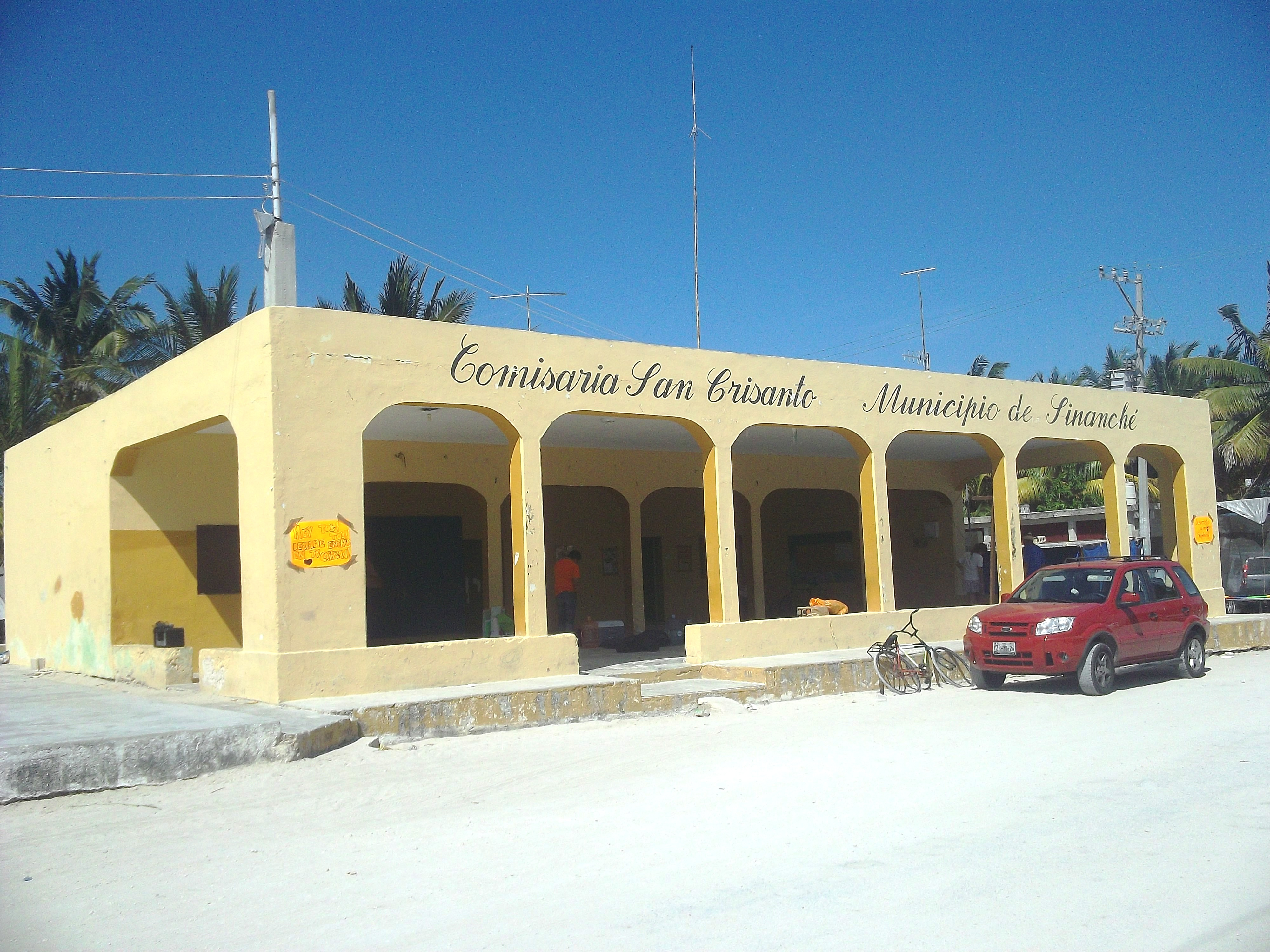
Casa comisarial de San Crisanto.
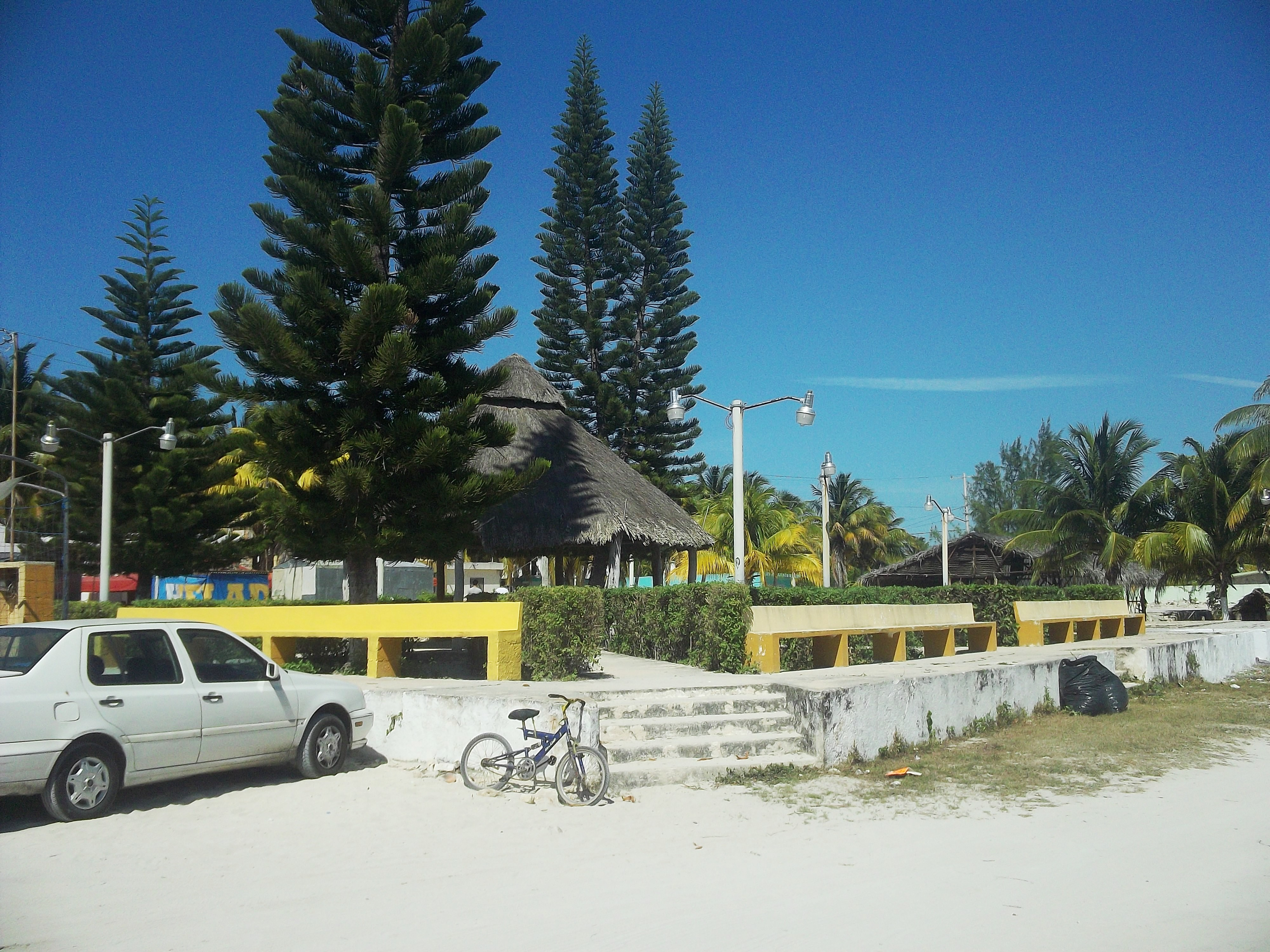
Parque principal de San Crisanto.
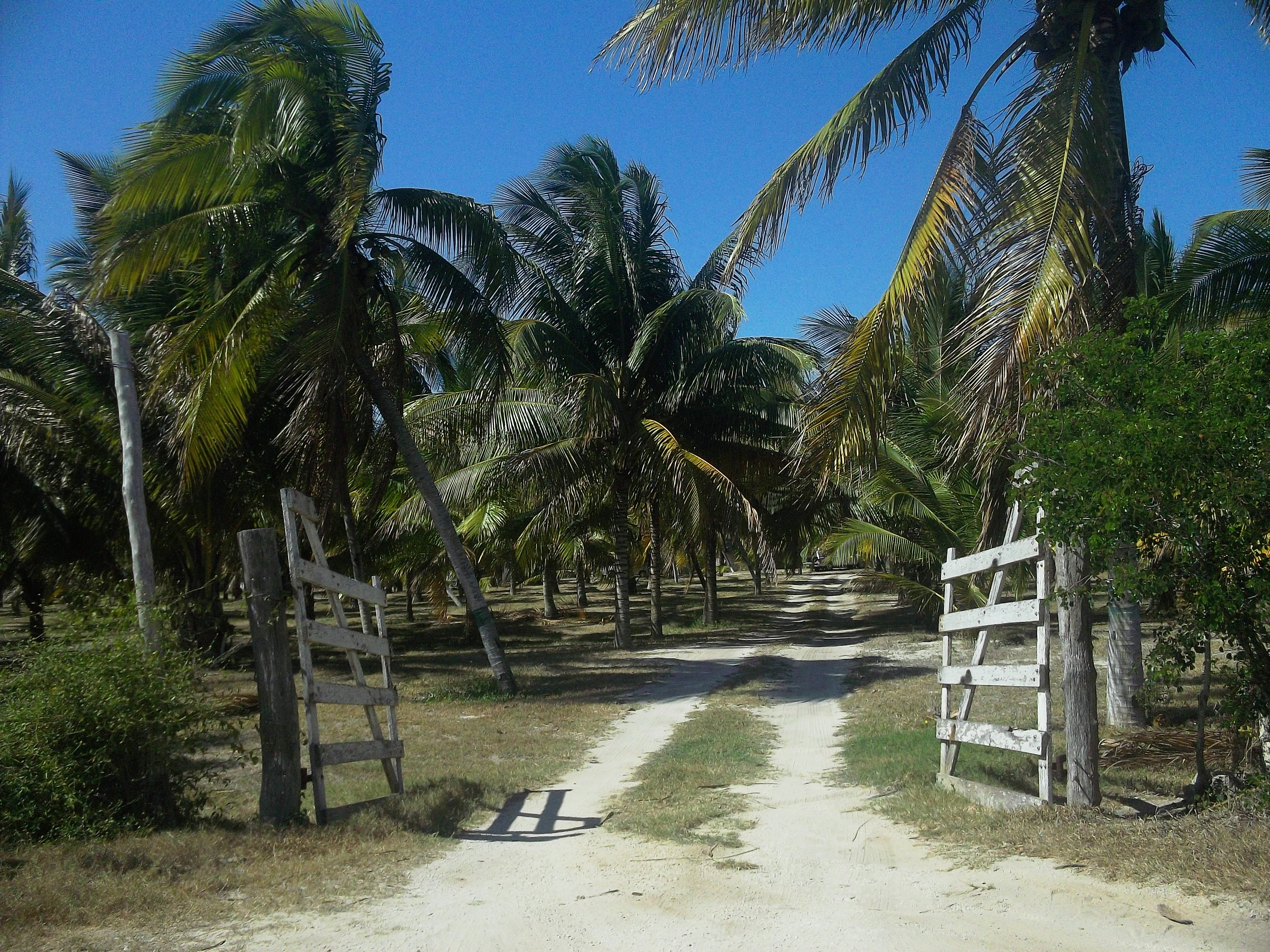
Ecoturismo de San Crisanto.
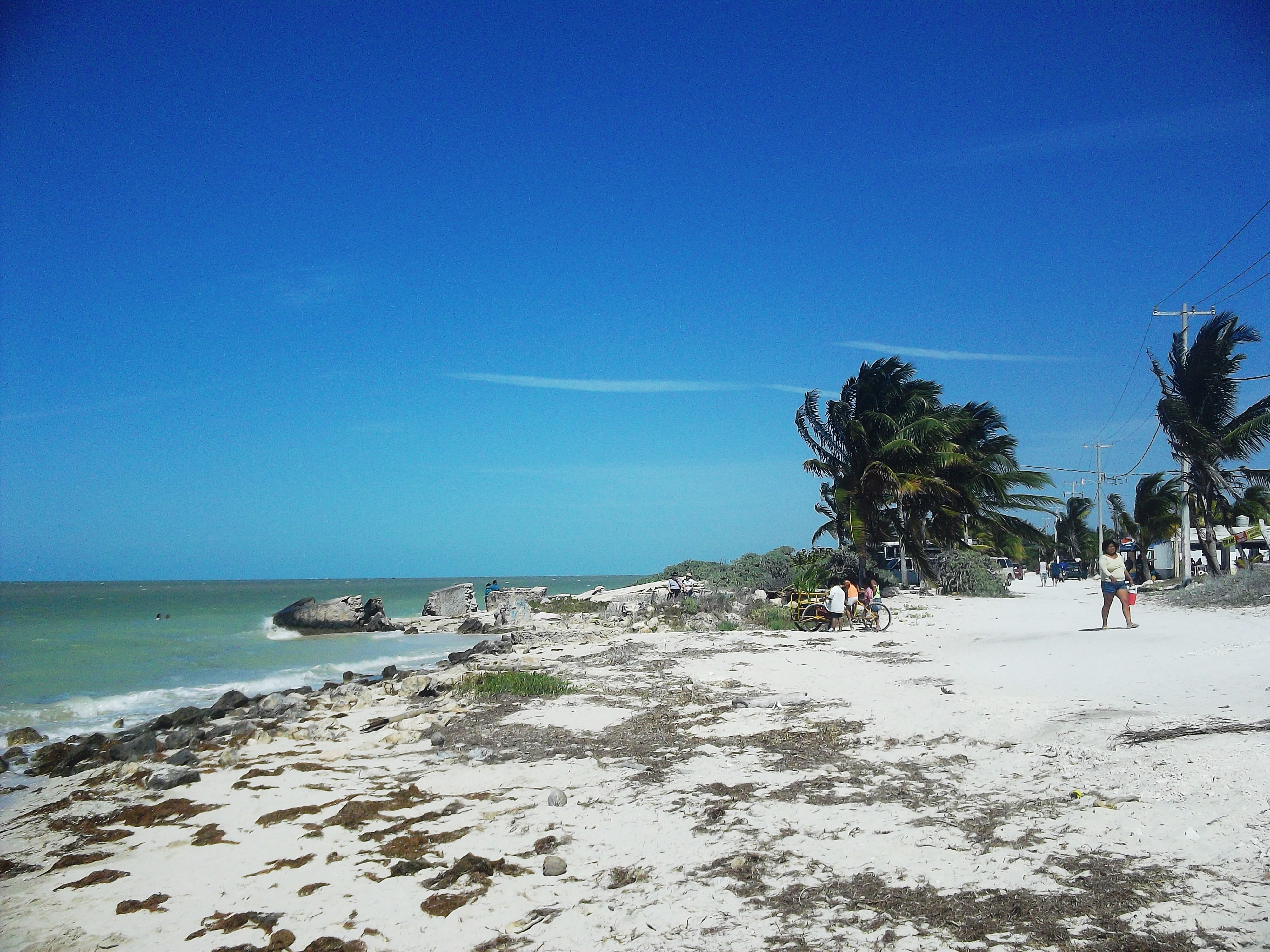
Playa de San Crisanto.
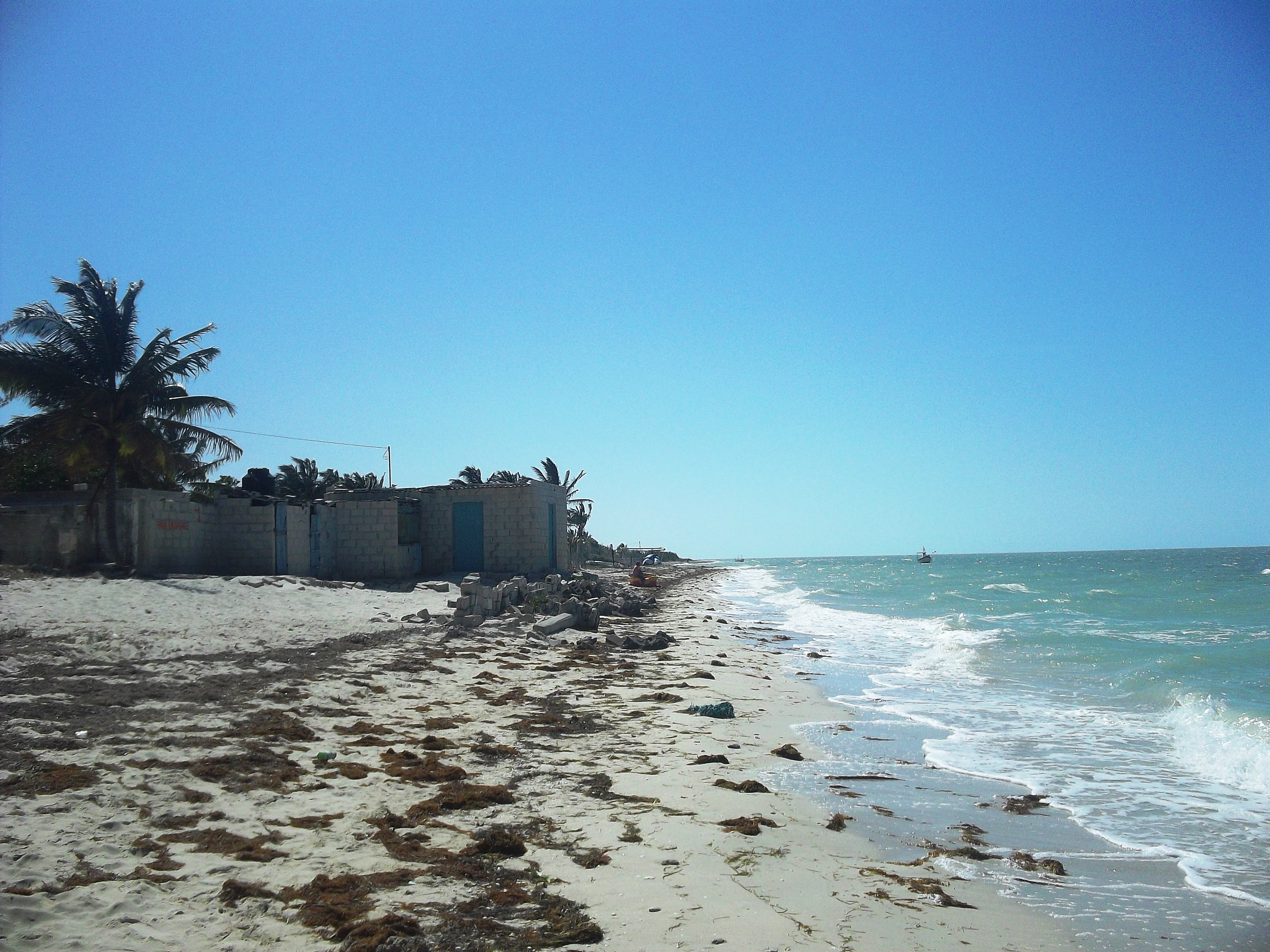
Playa de San Crisanto.
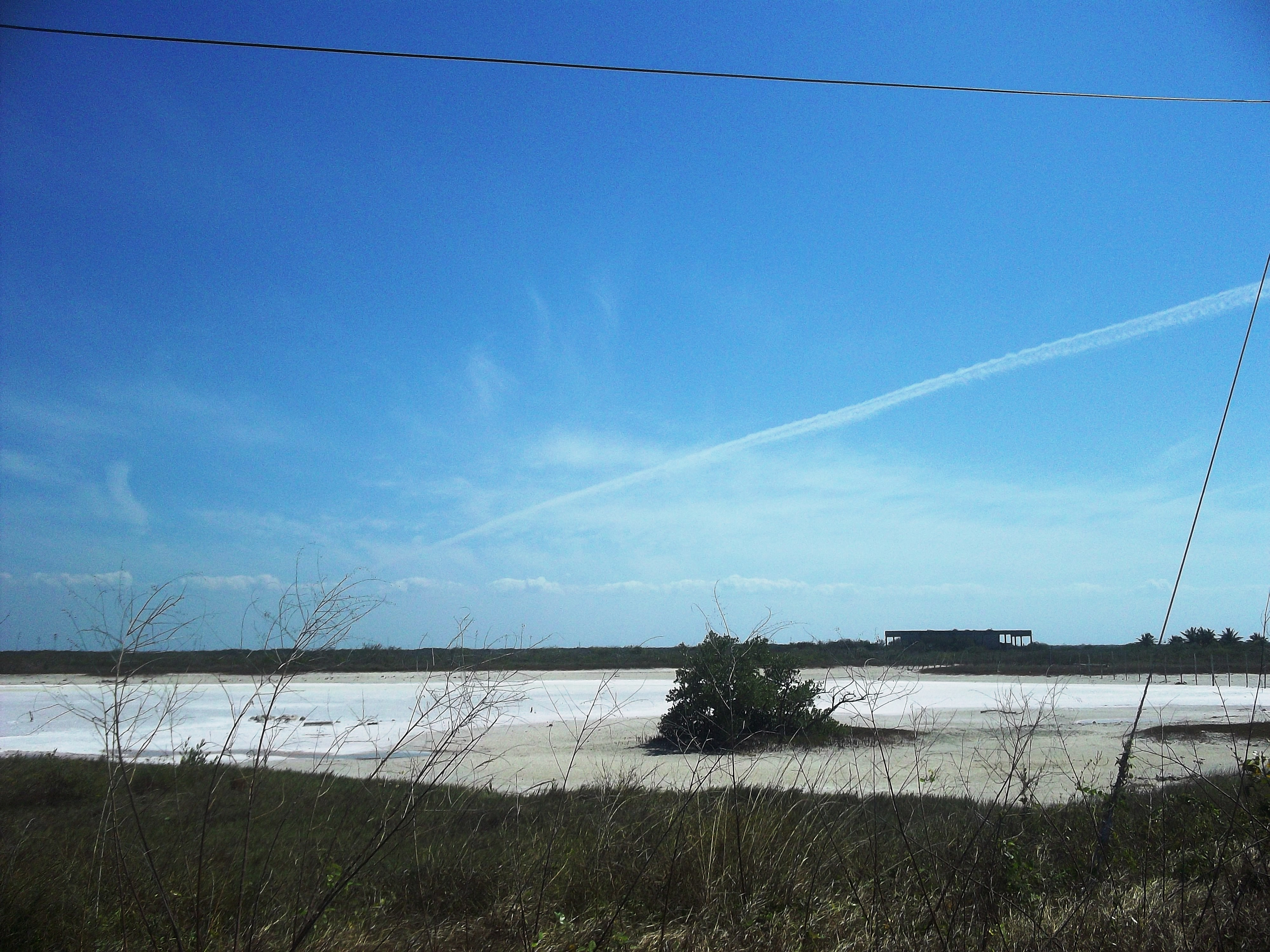
Salinas de San Crisanto.
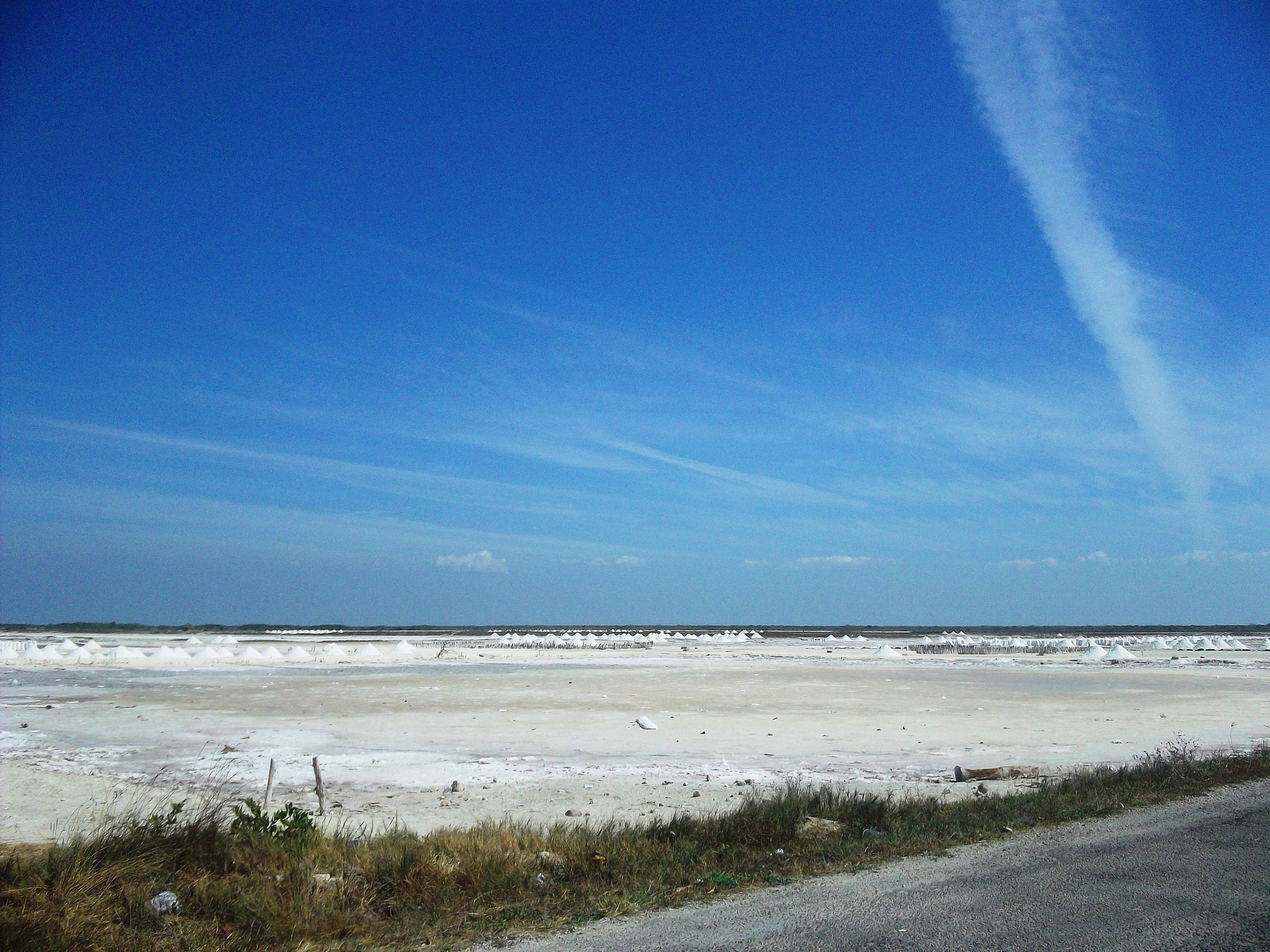
Salinas de San Crisanto.

- Yucatán
- Municipios de Yucatán
- Portal:Yucatán. Contenido relacionado con Yucatán.
- [http://www.sancrisanto.org